# Potoky
Potoky est un village de Slovaquie situé dans la région de Prešov.

## Histoire
Première mention écrite du village en 1567.

## Démographie

### Évolution de la population
| Année:               | 1994. | 2004.   | 2014.   | 2024.    |
| -------------------- | ----- | ------- | ------- | -------- |
| Nombre de personnes: | 102   | 92      | 93      | 82       |
| Différence:          |       | -9,80 % | +1,08 % | -11,82 % |

| Année:               | 2023. | 2024.   |
| -------------------- | ----- | ------- |
| Nombre de personnes: | 83    | 82      |
| Différence:          |       | -1,20 % |